# Coquette à raquettes
Discosura longicaudus
Espèce
Statut de conservation UICN

 LC  : Préoccupation mineure
Statut CITES
La Coquette à raquettes (Discosura longicaudus, aussi Discosura longicauda) est une espèce de colibris (famille des Trochilidae).

## Répartition
Cette espèce est présente au Brésil, en Guyane, au Guyana, au Suriname et au Venezuela, parfois aussi en Colombie.

## Sous-espèce
D'après Alan P. Peterson, c'est une espèce monotypique.

## Habitat
Ses habitats sont les forêts tropicales et subtropicales humides de basses altitudes, la savane humide mais aussi les anciennes forêts lourdement dégradées.

Carte de répartition de l'espèce